# Фарнезе, Клелия
Кле́лия Фарне́зе (итал. Clelia Farnese; 22 октября 1557 (возможные даты рождения: 1552, около 1556), Рим, Папское государство (возможные места рождения: Париж, Парма) — 11 сентября 1613, Рим, Папское государство) — аристократка из дома Фарнезе, незаконнорождённая дочь кардинала Алессандро Фарнезе. В замужестве — первым браком маркиза Чивитанова, вторым браком синьора Сассуоло. По свидетельству современников, была одной из самых красивых женщин своего времени.

## Биография

### Семья и ранние годы
Точное место и дата рождения Клелии неизвестны. Согласно письменным источникам, на время смерти ей был шестьдесят один год. Следовательно, она родилась в 1552 году предположительно в Париже, где в то время находился её отец, от одной из его многочисленных любовниц. Ранее датой её рождения считали время до 1556 года, то есть, до года, в который кардинал Алессандро Фарнезе вернулся из Парижа в Парму. Однако в других источниках, в которых содержится гороскоп Клелии, говорится, что она родилась 22 октября 1557 года, а местом её рождения называются города Парма или Рим. В пользу времени рождения до 1557 или 1556 года указывает дата — 23 апреля 1566 года, под которой Клелия впервые упоминается в письменном источнике в связи со своей помолвкой с Джован Джорджо Чезарини, наследным принцем Чивитанова. По церковным канонам помолвка не могла быть заключена с девицей, моложе двенадцати лет.
Неизвестно и имя матери Клелии. По версии историка Патриции Розини ею была французская аристократка Клод де Бон де Самблансе (ум. 1568), придворная дама и казначей французской королевы Екатерины Медичи. По версии Джованни Баттисты Спаччини, хрониста из Модены, матерью Клелии была римская прачка. По мнению историка Джильолы Франьито ею была одна из придворных дам в окружении кардинала.
Рассчитывая стать римским папой, Алессандро Фарнезе скрывал наличие у него незаконнорождённой дочери. По этой причине о ранних годах жизни Клелии мало что известно. По некоторым сохранившимся свидетельствам, сначала её воспитанием, вероятно, занималась бабка по отцовской линии, вдовствующая герцогиня Джеролама Орсини. Известно, что она присутствовала на церемонии официальной помолвки внучки во дворце Чезарини в Риме. Сохранилось письмо вдовствующей герцогини от 16 февраля 1567 года к кардиналу, отправленное ею из своей резиденции в герцогстве Кастро, в котором она сообщает сыну о том, как живёт его дочь. После смерти бабки в 1569 году Клелия была доверена заботам тётки по отцовской линии, герцогине Виктории Фарнезе и прибыла ко двору в Пезаро, где некоторое время воспитывалась вместе со своей двоюродной сестрой Лавинией делла Ровере.

### Первый брак
Уже в ноябре 1564 года Алессандро Фарнезе начал поиски достойного кандидата в супруги для дочери. Выбор кардинала пал на наследного принца Чивитановы из дома Чезарини. Отец кандидата, маркграф Джулиано Чезарини, имевший большие долги, надеялся решить эти проблемы, устроив брак своего единственного сына и наследника с дочерью богатого прелата. При посредничестве герцогини Виктории Фарнезе и матери жениха, Джулии Колонна, в 1566 году состоялась помолвка Клелии и Джован Джорджо. Стороны заключили брачный контракт. Ожидалось скорое празднование свадьбы. Однако из-за смерти в июне того же года маркграфа Джулиано Чезарини и возникших у его вдовы и наследника материальных затруднений, свадебные торжества пришлось отложить почти на пять лет. Наконец, 3 февраля 1571 года Клелия прибыла из двора в Пезаро во владение семьи Чезарини в Рокка-Синибальде, где 13 февраля 1571 года, в присутствии генерального викария епископа Риети и представителей римских патрицианских родов, состоялась церемония бракосочетания. Мать жениха хотела устроить большие торжества, но отец невесты убедил её не делать этого. Кардинал не присутствовал на свадьбе дочери, так как не желал публично подтверждать своё отцовство. Приданое Клелии составило тридцать тысяч золотых скудо, выплаченных в рассрочку в течение первых трёх лет её брака, что позволило поправить материальное положение семьи Чезарини.
Первые три месяца молодые супруги жили во владениях Чезарини в Рокка-Синибальде и Чивита-Лавинии. Затем Алессандро Фарнезе разрешил им вернуться в Рим. Уже беременная первым ребёнком, в мае 1571 года Клелия, вместе с мужем, ночью тихо прибыла в Вечный Город. Супруги поселились во дворце Торре-Арджентина. Кардинал контролировал их поведение на расстоянии. Его влияние на зятя стало ещё большим, когда в том же 1571 году, скончалась свекровь Клелии. С целью «ненавязчивого наблюдения» молодых супругов часто посещали представители римских патрицианских родов, связанных с Алессандро Фарнезе. В их донесениях кардиналу говорилось, что Клелия, несмотря на советы родственников и священников, думала только о развлечениях. В ночь с 9 на 10 ноября 1571 года у неё родилась девочка, но через несколько дней после крещения, назначенного на 19 ноября, ребёнок умер.
На некоторое время Клелия отказалась от развлечений, и вскоре снова забеременела. 14 сентября 1572 года у неё родился мальчик. Через три дня отец новорождённого сообщил об этом герцогу Оттавио Фарнезе, дядьке супруги. Клелия была счастлива, что родила наследника. Навещавшие её, в соответствии с традицией, местные аристократки заметили, что выглядит она «намного лучше, чем если бы она была одинокой». Ребёнок был крещён 28 сентября 1572 года с именем Джулиано, в честь деда по отцовской линии. Мальчик оказался единственным ребёнком в семье. Многочисленные попытки Клелии снова забеременеть ни к чему не привели.
Клелия с удовольствием вела светскую жизнь, принимала участие в праздничных мероприятиях аристократии. Когда новым римским папой стал Григорий XIII, римские патриции избавились от ограничений, наложенных его предшественником. Маркиз и маркиза Чивитанова стали часто принимать у себя гостей на обедах, балах с театрализованными представлениями, длившимися до рассвета.
Вместе с тем, большое беспокойство у Клелии вызывали частые болезни сына в первые годы его жизни. Состояние младенца бывало настолько критическим, что супругам приходилось обращаться за помощью к личному врачу кардинала, Микеланджело Родино Другой причиной беспокойства маркизы было поведение её мужа, который часто отсутствовал дома, вёл распутную жизнь, изменял ей даже с прислугой, и пристрастился к азартным играм. Между супругами стали возникать частые ссоры, которые, тем не менее, всегда заканчивались примирением. Клелия становилась всё раздражительней, о чём свидетельствуют её письма к родственникам начиная с 1579 года. Измученная ревностью, она обвинила мужа в убийстве любовницы (предположительно проститутки) по прозвищу «Прекрасная Барбара», но никто этому не поверил. В 1585 году Клелия овдовела.

### Второй брак и поздние годы
Уже в свой первый приезд в Рим в 1570 году Клелия была признана местным обществом первой красавицей. Алессандро Фарнезе гордился красотой дочери. По свидетельству историка Джачинто Джильи, кардинал говорил, что за жизнь создал три великих произведения: дворец Фарнезе, церковь Иль-Джезу и «свою доченьку Клелию». О красоте аристократки оставил запись в своём «Путевом журнале» (фр. Journal du voyage) философ Мишель де Монтень. Поэт Торквато Тассо, впервые увидевший её ещё ребёнком при дворе герцога Урбино, встретив Клелию в Риме, посвятил ей сонет «Священным рифмам» (итал. Rime sacre). Другой поэт и драматург, Кристофоро Кастеллетти посвятил Клелии комедию «Ошибки влюблённых» (итал. I torti amorosi).
Похоронив мужа, вдовствующая маркиза стала проявлять большую благосклонность к своим поклонникам. Любовником Клелии стал кардинал Фердинандо Медичи, будущий великий герцог Тосканы. Их отношения длились недолго. Во-первых, по неписаным правилам того времени, дочь одного кардинала не могла быть любовницей другого кардинала. Во вторых, кардинал Медичи был главным конкурентом кардинала Фарнезе, отца Клелии, в борьбе за место римского папы. По приказу герцога Алессандро, нового главы дома Фарнезе, вдовствующая маркиза должна была снова выйти замуж и покинуть Рим.
В новые мужья ей был выбран представитель известной семьи, Марко Пио-ди-Савойя, синьор Сассуоло. Клелия не хотела выходить за него замуж. На руку невесты претендовали представители других римских патрицианских семей, таких как Вителли и Каэтани, при браке с одним из которых ей бы не пришлось покидать Вечный Город. Однако кардинал Фарнезе, получив разрешение римского папы Сикста V на брак дочери и подписав с Марко Пио-ди-Савойя брачный контракт, обеспечивающей за Клелией богатое приданое, поместил её под домашний арест в крепость Рончильоне. Спустя некоторое время Клелия сдалась, и в ноябре 1587 года на вилле Фарнезе в Капрароле состоялась церемония бракосочетания.
Ей пришлось оставить сына от первого брака и переехать во владения нового мужа в Сассуоло. Марко имел ревнивый характер и, вместе с тем, пренебрегал супружескими обязанностями, что вполне устраивало его супругу. Очень скоро Клелия заскучала. Между ней и мужем начались скандалы, переходившие в драки. Марко часто оставлял её одну. В его отсутствие она управляла синьорией Сассуоло. Так, 2 декабря 1590 года ею был издан декрет, по которому все иностранцы, проживавшие на территории феода менее четырёх лет, должны были покинуть его в течение восьми дней со своими семьями под угрозой публичного избиения, как мужчин, так и женщин. Кроме того, никто не должен был предоставлять пищу, жильё или обслуживание иностранцам любого пола, возраста и состояния, даже если у них были семейные или рабочие отношения с этими людьми, если у иностранцев не было специальной лицензии на пребывание в Сассуоло до 1591 года. Наказание за нарушение было установлено штрафом в 25 золотых скудо.
Клелия также ввела жёсткие наказания за богохульство. За преступление совершённое впервые, ею был установлен штраф в 10 золотых скудо. Богохульника также приковывали на час к колонне у дворца правосудия в Сассуоло с палкой во рту или с тисками на языке. Для богохульников-рецидивистов штраф был повышен до 20 золотых скудо с пронзением кончика языка. Декреты Клелии поощряли доносы. Достаточно было написать имя богохульника на листе бумаги и бросить его в специальную коробку в церкви Святого Иосифа в Сассуоло, чтобы человека подвергли пыткам и наказанию. Клелия запретила проведение ряда игр в синьории и установила верхнюю планку ставок в 48 болоньино за всё время игры.
В 1594 году супруги ненадолго вернулись в Рим. В 1595 году по долгу службы Марко отправился в Венгерское королевство, а Клелия вернулась в Сассуоло. Их отношения были настолько ужасными, что по свидетельству хрониста Джованни Баттисты Спаччини, заболев в Модене в октябре 1598 года, синьор Сассуоло отказался ехать домой, опасаясь, что вместо лекарства его супруга подсунет ему яд. 27 ноября 1599 года в Модене он был зарезан во время драки убийцами, подосланными к нему врагами.
Овдовев во второй раз, Клелия отказалась от статуса вдовствующей синьоры, покинула Сассуоло и переехала в Парму, а затем в Рим, где поселилась у сына. В последние годы жизни веселью она предпочитала уединение. Пережив единственного сына на несколько месяцев, Клелия Фарнезе умерла от «злокачественной лихорадки» в Риме 11 сентября 1613 года.